# Eilema adaucta
Eilema adaucta är en fjärilsart som beskrevs av Butler 1877. Eilema adaucta ingår i släktet Eilema och familjen björnspinnare. Inga underarter finns listade i Catalogue of Life.